# 新疆生产建设兵团第八师一三六团
新疆生产建设兵团第八师一三六团是中华人民共和国新疆生产建设兵团第八师下辖的一个团。东南距石河子市230公里，西北距克拉玛依市73公里。

## 历史
一三六团1956年建立时名农七师小拐农场，1969年改为一三六团，1975年划入克拉玛依市，1975年划入新疆生产建设兵团农八师。

## 行政区划
新疆生产建设兵团第八师一三六团下辖以下单位：
团部、一连、二连、三连、四连、五连、六连、七连、八连、九连、十连、十一连、十二连、十三连和砖厂生活区。